# Josef Clarenz
Josef Clarenz (* 1897 in Siegburg; † 1972) war Landrat und Oberkreisdirektor im Siegkreis.
Josef Clarenz wurde als Sohn des Gastwirtes und Brauereibesitzers Josef Clarenz und der Anna Maria Löwen aus Meisenbach geboren. Er hatte einen Bruder und vier Schwestern. 1945 wurde der Verwaltungsbeamte von den Alliierten als Nachfolger des NSDAP-Landrats Hans Weisheit eingesetzt. Nach der Verwaltungsreform 1946 wurde er Oberkreisdirektor. Dieses Amt hatte er bis 1959 inne.